# Sebastes peduncularis
Sebastes peduncularis is een  straalvinnige vissensoort uit de familie van schorpioenvissen (Sebastidae). De wetenschappelijke naam van de soort is voor het eerst geldig gepubliceerd in 1975 door Chen.
De soort staat op de Rode Lijst van de IUCN als Onzeker, beoordelingsjaar 2009.